# Осочник

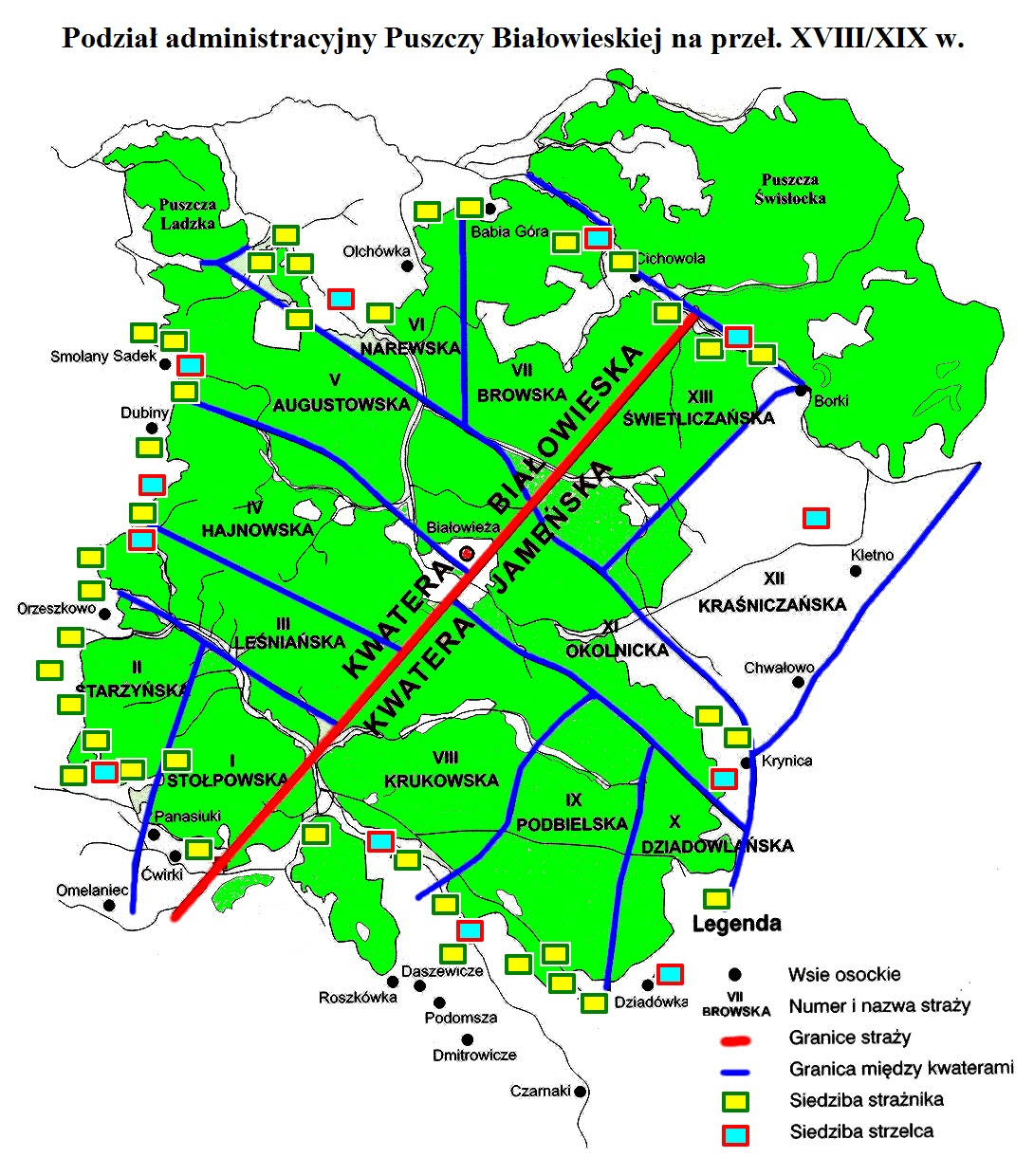
Адміністративний поділ Біловезької пущі у XVIII — XIX століттях. На мапі зображені села, в яких мешкали осочники (чорні цятки).

Осо́чник (пол. Osocznik) — облавник; той, що заганяє на мисливців дичину; у єгерів рід польових сторожів, які добре розуміються на слідах, висліджують звіра по слідах, об'їждчики.

## Структура
У XVI — XVIII століттях осочники належали до лісових служб, утворених для пильнування королівських пущ — великих, густих, важкопрохідних лісів. Вони брали участь у підготовці до королівських полювань. Були привілейованою категорією населення — лісник не міг змусити їх працювати на своєму обійсті. Підкорялися тільки ловецькому уря́ду. Обиралися на посаду королівськими ревізорами та лісниками.
На чолі осочників стояв десятник (старший осочник) — ніс відповідальність за своїх підлеглих перед лісником, якому на щоквартальній основі особисто повідомляв про понесені збитки. Якщо погане виконання своїх обов'язків десятником призводило до втрат, то всі відшкодування він мусив виплатити з власної кишені. Повторення ситуації призводило до втрати десятником посади.

## Обов'язки
Обов'язки осочників були уточнені під час описів 1639 і 1640 років королівських лісів, розташованих у Великому князівстві Литовському. Вони повинні були стежити за дотриманням заборон на теренах осоки — ділянці лісу, яку мали якнайчастіше об'їжджати або обходити, щоб мінімізувати шкоди, які могли завдати природні чинники (вітер, вогонь, вода тощо) або люди, охороняти його від браконьєрів, пильнувати недозволені входи в ліс. У той час обмеженими законними правами на входи до королівських пущ могли користуватися лише селяни і шляхта з навколишніх сіл, наприклад, для збирання хмизу, сіножаті, вилову риби, добування меду тощо. Одним із головних завдань осочників було припинення спроб вивезення деревини з лісу без дозволу лісника. Раз на квартал повинні були подавати ліснику докладний звіт про шкоди, які сталися, кількість виданої деревини, а також інформувати про інші події, які відбулися на підконтрольній їм території; подавали інформацію про кількість забитих і загиблих тварин у цей період. При розгляді звітів вирішальним було слово десятника. Зокрема, він мав ретельно повідомляти про будь-яку недбалість, яка призвела до втрат у лісі. За невиконання своїх обов'язків осочники були карані — навіть до «їхнього відсторонення з уря́ду» (пол. «degradowanie ich z urzędu»).

## Винагорода
«Устава на волоки» 1557 року надавала осочникам 2 волоки землі «вільної від чиншу та всіляких тяглових» (пол. «wolnych ot czynszu i wsiakich potjahłych»). Однак, з часом, ця кількість землі була зменшена в чотири рази — до половини волоки (близько 8,4 га). Десятник отримував в два рази більше землі — одну волоку.